# Cucuieți (gmina Solonț)
Cucuieți – wieś w Rumunii, w okręgu Bacău, w gminie Solonț. W 2011 roku liczyła 1179 mieszkańców.